# 鰺澤町
鰺澤町（日语：／ Ajigasawa machi */?）是位於日本青森縣西部的町，隸屬於西津輕郡。北邊面向日本海，南邊以世界遺產白神山地與秋田縣接壤。境內約80%的面積被森林與原野覆蓋，當地人口則多集中在鰺澤站周圍的舞戶地區。 鰺澤町在江戶時代作為弘前藩的專用港口而相當繁榮，是日本海貿易的重要據點。現今當地居民在就業方面和五所川原市、津輕市與深浦町等地有著密切的關聯。當地以農林漁業為主。

## 地理
白神山地的世界遺產登陸區域中，有27.4%的面積位於境内。赤石川、中村川與鳴澤川流經町内，並在北邊注入日本海。沿海地區因受到對馬暖流的影響降雪量較少，岩木山麓至白神山地之間的山間地帶則屬於豪雪地帶。

## 歷史
中世紀時，三戶南部氏為了與安藤氏抗爭，於延德3年 (1491年) 派遣久慈光信 (大浦光信) 前往鰺澤建造種里城，以便掌控津輕地方的西部海岸。而久慈光信也成為津輕氏的始祖。
江戶時代受到幕府鎖國政策的影響，日本國內的海運開始發展。由於鰺澤地區是弘前藩的專用港口，也是西迴航線船隻的停泊港口，當地開始逐漸繁榮。來自瀨戶內海或是大阪等地的弁才船在鰺澤的港口卸下日常用品和裝載稻米，同時這些船隻也將京都與大阪的文化帶至此地。
- 1889年（明治22年）4月1日 - 施行町制，田中町、七石町、米町、本町、濱町、新町、釣町、漁師町、新地町、富根町、淀町合併成鰺澤町。
- 1955年（昭和30年）3月1日 - 鰺澤町與赤石村、中村、鳴澤村、舞戶村合併為新的鰺澤町。
- 2009年（平成12年）11月19日 - 當時的町長長谷川兼己被發現於前往東京的途中倒斃於酒店的浴室內。

## 行政
- 町長：東條昭彥 （任期：2010年（平成12年）1月 -）
- 町議會：12人

## 產業
鰺澤町的平原地區以生產甜瓜、西瓜與牛蒡為主，沿海地區則以鮪魚、烏賊和扁口魚等漁獲為主。

## 交通

### 鐵道
- 東日本旅客鐵道（JR東日本）
  - 五能線
    - 陸奧赤石車站 - 鰺澤車站 - 鳴澤車站

### 巴士
- 弘南巴士

### 道路

#### 國道
- 國道101號

#### 縣道
主要地方道
- 青森縣道3號弘前岳鰺澤線
- 青森縣道28號岩崎西目屋弘前線
- 青森縣道30號岩木山環狀線
- 青森縣道12號鰺澤蟹田線
- 青森縣道39號長平町森田線

一般縣道
- 青森縣道190號松代町陸奧赤石停車場線
- 青森縣道191號種里町柳田線
- 青森縣道261號鳴澤停車場線
- 青森縣道262號鳴澤停車場浮田線
- 青森縣道263號鰺澤停車場線
- 青森縣道267號山田鰺澤線

#### 農道
- 津輕中部廣域農道
- 屏風山廣域農道

### 港灣
- 津輕港

## 教育

### 高等學校
- 青森縣立鰺澤高校

### 中學
- 鰺澤町立鰺澤第一中學
- 鰺澤町立鰺澤第二中學

### 小學
- 鰺澤町立西海小學
- 鰺澤町立舞戶小學

## 觀光
- 白神山地（世界遺產）
- 種里城遺址(大浦光信建造[8])
- 黑熊瀑布（日本瀑布百選）
- 鰺澤海水浴場
- 長平青少年旅行村
- 海底遺跡
- 鰺澤町日本海據點館

## 姊妹市、友好都市

### 海外
- 巴西聖保羅州聖塞巴斯蒂昂 - 於1984年10月26日締結友好都市，在體育、文化、經濟方面作出交流[9]。

## 本地出身之名人
- 鈴木志郎
- 舞之海秀平 - 原小結、相撲解說員、演員
- 埒見恒 - 原幕下
- 譽富士歡之 - 原前頭
- 水口沙耶加 - 前NHK青森放送局主播
- 陸奧里敏男 - 原前頭